# (6265) 1985 TW3
(6265) 1985 TW3 là một tiểu hành tinh vành đai chính. Nó được phát hiện bởi T. F. Fric và Richard J. Gilbrech ở Đài thiên văn Palomar ở Quận San Diego, California, ngày 11 tháng 10 năm 1985.